# Élection du président de la Confédération suisse de 2009
 (septembre 2021).
L'élection du président de la Confédération suisse de 2009, est un scrutin au suffrage indirect visant à élire le président de la Confédération suisse pour l'année 2010.
Le 2 décembre 2009, Doris Leuthard (PDC) est élue présidente avec 158 voix sur 237 bulletins valables par l'assemblée fédérale.

## Déroulement

### Processus électoral
Le président de la Confédération est élu par l'Assemblée fédérale, réunissant le Conseil national et le Conseil des États, parmi les membres du Conseil fédéral le deuxième mercredi de la session d'hiver.
Son mandat dure un an et correspond à l'année civile (du 1er janvier au 31 décembre). Il n'est pas immédiatement rééligible, y compris à la vice-présidence du Conseil fédéral, mais peut remplir plusieurs mandats non successifs,.

### Élection
Le 2 décembre 2009, par 158 voix, Doris Leuthard, du Parti démocrate-chrétien, est élue présidente de la Confédération pour l'année 2010. Elle succède au président sortant Hans-Rudolf Merz, du PLR.   
Lors du scrutin, d'autres candidats obtiennent plusieurs voix comme Moritz Leuenberger, Didier Burkhalter et Ueli Maurer.   